# Beautiful days (嵐)
《Beautiful days》是嵐的第24枚單曲。於2008年11月5日發行。唱片公司為J Storm。收錄於精選專輯《1999-2009 完全精選!》。

## 解說
- 與前作《truth/前往風的彼方》相距於3個月。另外是嵐首次於年內發表4張單曲。
- 以初回限定版、通常版2種形態發售。初回限定版中是《Beautiful days》的PV，通常盤中收錄c/w曲《難以忘懷》及各種的Original Karaoke，合計6曲。
- 主打歌是成員二宮和也主演的TBS系列金曜劇《流星之絆》主題曲。繼大野智主演的《魔王》主題曲「truth」，連續2作、2季都是金曜連續劇的主題曲。
- PV裡，成員在唱歌的時候，以手繪風的白色單線描繪出淚珠、翼等CG。而且這曲在嵐的單曲中是罕有的只是在空間中活動而沒有舞蹈，而且solo部分亦極少。
- 初回限定版、通常版皆有收錄的《我是我的所有》是KDDI／沖繩流動電話（au by KDDI）『au BOX』廣告歌。嵐雖然從2008年初起就擔任au的代言人，但卻是從此曲起才開始演唱廣告歌。
- 於2008年11月17日付的公信榜單曲榜中獲得首位。[1]因為版本數量從3種降至2種，初動銷量突破30萬枚。另外取得月間單曲榜第1位，使2008年發售的全4枚單曲皆為公信榜週冠軍、月冠軍，突破30萬初動銷量的單曲。另外，雖然在年榜截算當天只發售了短短5週，但仍排名2008年公信榜年度單曲第10位。[2]以此，嵐有3張單曲進行2008年年度銷量首十位。最終累計銷量超越45萬枚。

## 收錄曲

### 通常盤
1. Beautiful days
（作詞、作曲：Takuya Harada　編曲：ha-j）
TBS連續劇《流星之絆》主題曲（二宮和也主演）
2. 我就是我的一切（僕が僕のすべて）
（作詞：100+　作曲、編曲：加藤裕介）
au by KDDI au BOX 廣告歌
3. 難以忘懷（忘れられない）
（作詞：Arika　作曲：HIKARI　編曲：佐佐木博史）
4. Beautiful days（Original Karaoke）
5. 我就是我的一切（Original Karaoke）
6. 難以忘懷（Original Karaoke）
歌曲完結後是長達半小時的秘密對談。

### 初回限回盤

#### CD
1. Beautiful days
2. 我就是我的一切

#### DVD
1. Beautiful days（PV）